# Ярополецкая ГЭС
Ярополецкая ГЭС — недействующая малая гидроэлектростанция на реке Ламе в селе Ярополец Волоколамского городского округа Московской области России, одна из первых сельских электростанций СССР.
Осенью 1918 года группа ярополецких энтузиастов под руководством школьного учителя труда Петра Кириллова (или Киреина) решила создать в селе электростанцию. Они составили проект станции на 5 лошадиных сил, производимых двигателем льнообрабатывающего пункта. Этой мощности оказалось недостаточно, и на базе водяной мельницы усадьбы Чернышёвых в пристройке была создана гидроэлектростанция на 12,5 киловатт. ГЭС позволила осветить село. В ноябре 1920 года в соседнее Кашино на открытие так называемой «первой сельской электростанции» (дизельной) приехал Владимир Ленин. Туда же прибыла делегация из Яропольца, которая уговорила Ленина и Крупскую приехать на Ярополецкую ГЭС и помочь в её модернизации. Была установлена построенная на подмосковном заводе турбина, позволившая развить мощность в 48 киловатт и осветить соседние деревни.
Согласно табличке в здании ГЭС, в 1939 году названная именем Ленина электростанция при содействии Крупской и Глеба Кржижановского была реконструирована с возведением новых плотины и здания ГЭС. По одним источникам, осенью 1941 года немцы сняли оборудование и взорвали ГЭС, после войны она была восстановлена и в 1959 году подключена в общую сеть. По другим, немцы собирались, но не взорвали ГЭС, и она работала до 1958 года. В 1980-е годы не вырабатывающая электричество ГЭС была превращена в музей: реконструировали плотину и водосброс, построили новое здание.

## Галерея

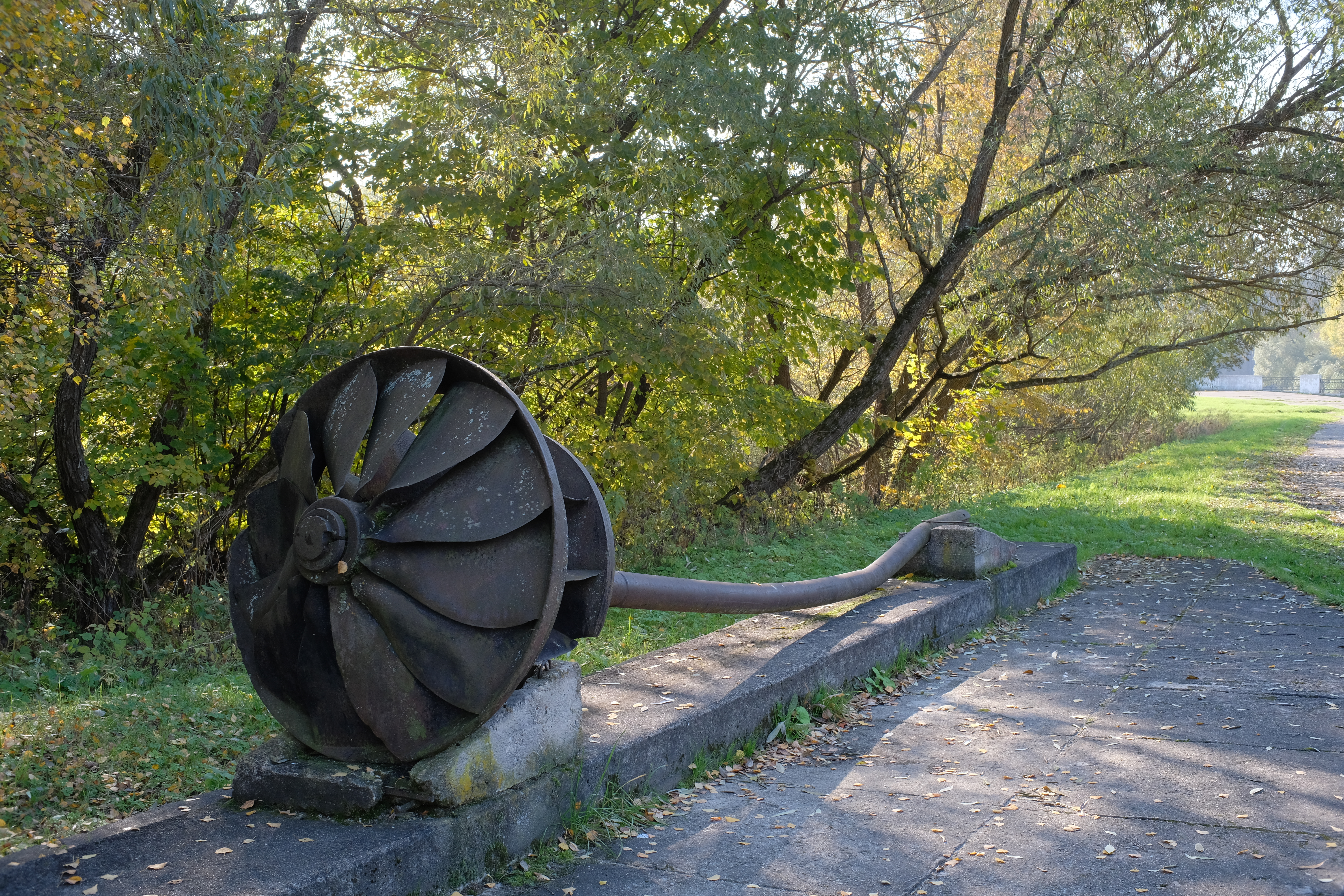
Турбина
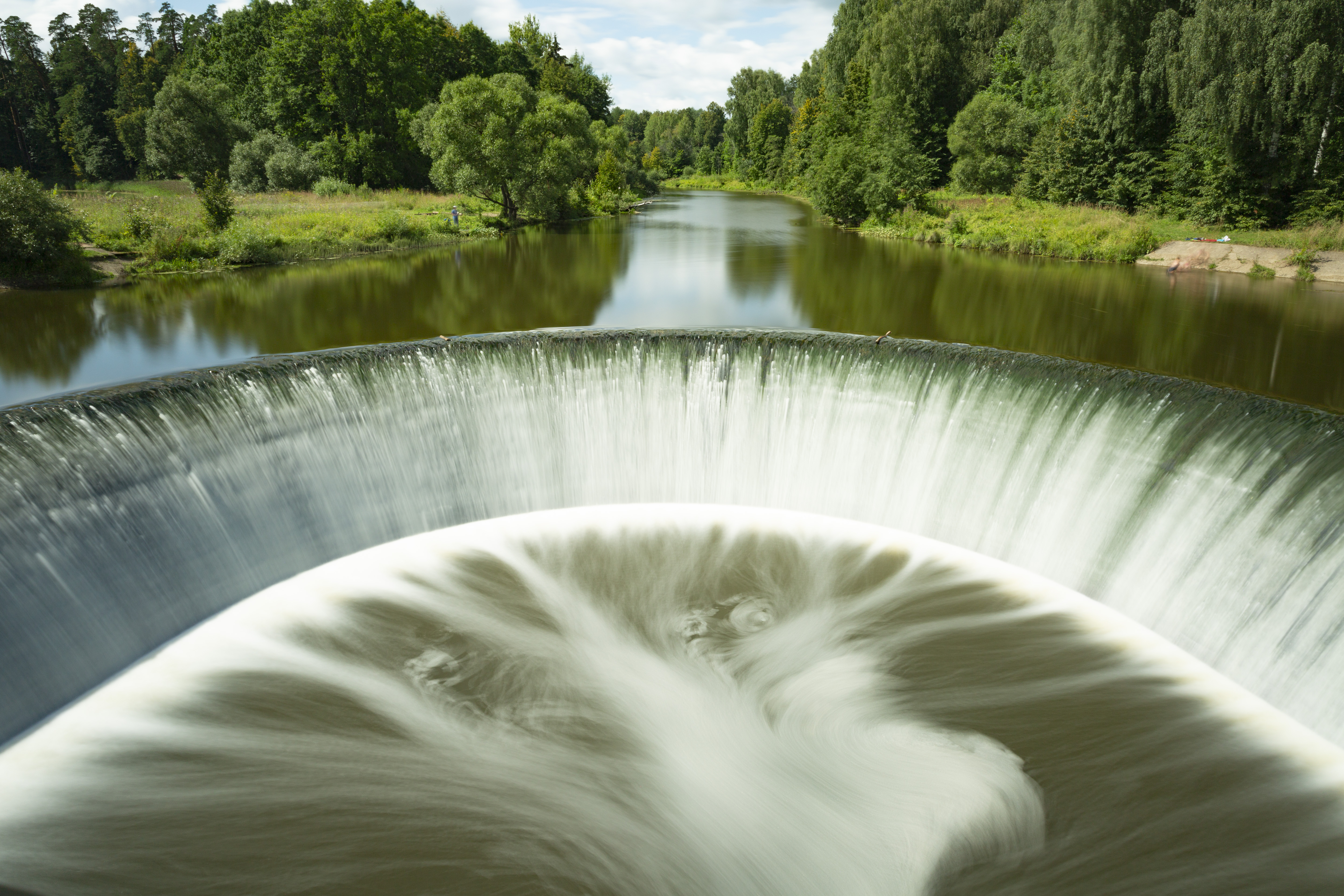
Плотина
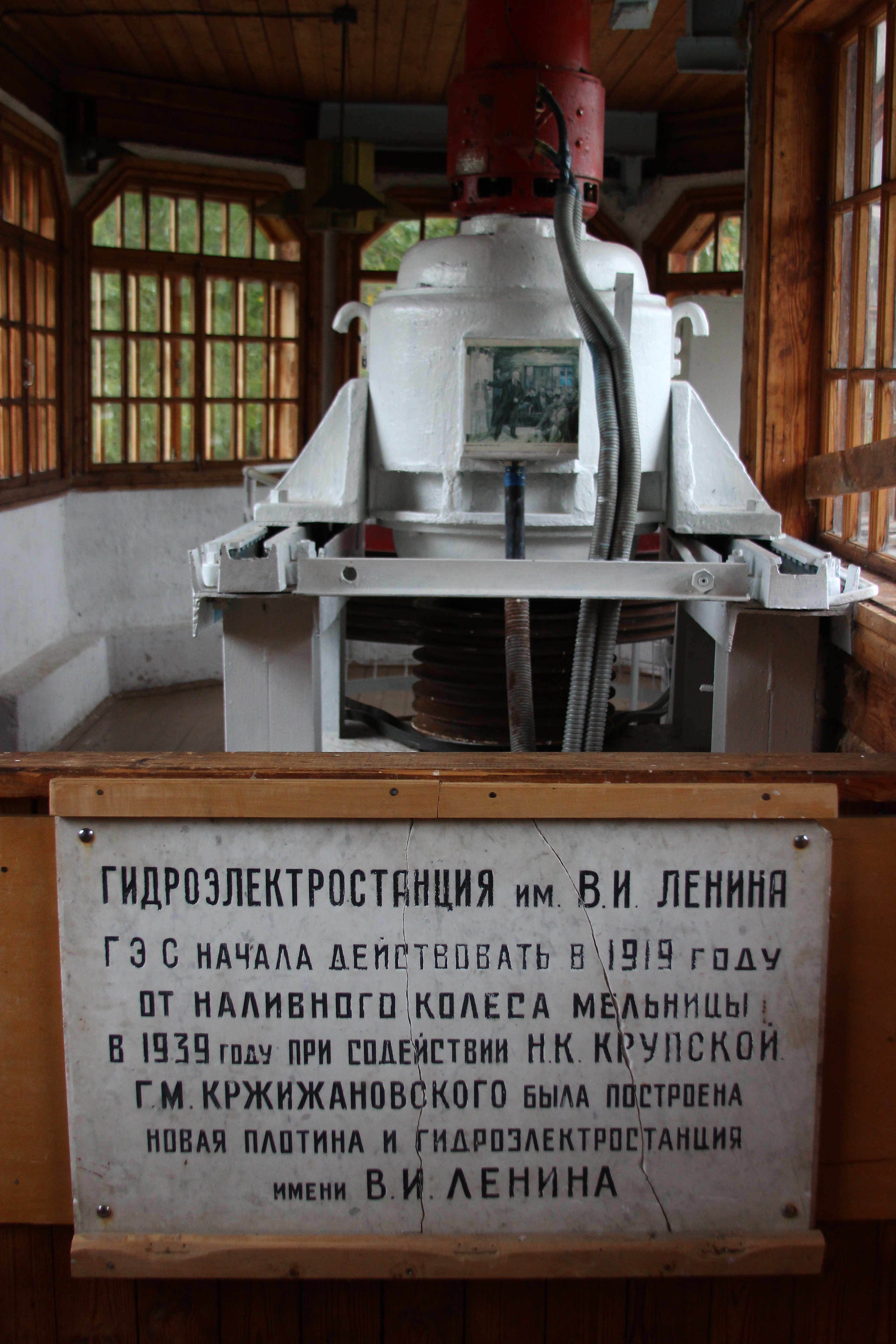
ГЭС им. Ленина